# Südafrikanische Badmintonmeisterschaft 2016
Die Südafrikanische Badmintonmeisterschaft 2016 fand im Mitte Oktober 2016 in Bloemfontein statt. Es war die 66. Austragung der nationalen Titelkämpfe im Badminton in Südafrika.

## Finalergebnisse
| Disziplin    | Sieger                         | Finalist                                | Ergebnis    |
| ------------ | ------------------------------ | --------------------------------------- | ----------- |
| Herreneinzel | Andries Malan                  | Cameron Coetzer                         | 21-19 21-18 |
| Dameneinzel  | Sandra Le Grange               | Johanita Scholtz                        | 21-14 21-19 |
| Herrendoppel | Chris Dednam Roelof Dednam     | Cameron Coetzer Jason Coetzer           | 21-18 21-13 |
| Damendoppel  | Demi Botha Sandra Rujevic      | Sandra Le Grange Michelle Butler-Emmett | 2:0         |
| Mixed        | Andries Malan Sandra Le Grange |                                         |             |